# 圣玻尼法修道院

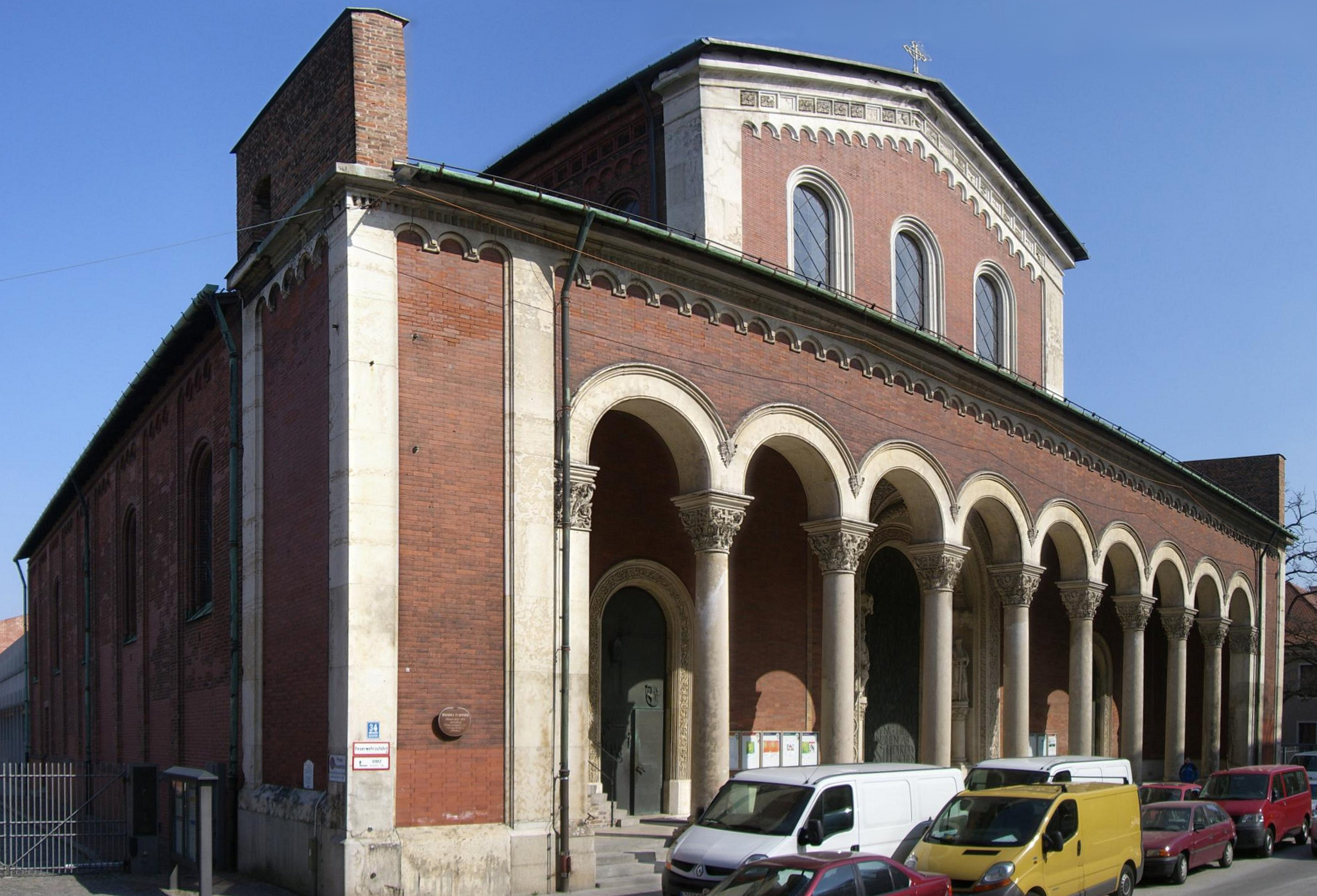
圣玻尼法修道院

圣玻尼法修道院（Abtei St. Bonifaz）是德国慕尼黑的一座本笃会修道院，由巴伐利亚国王路德维希一世创立于1835年，作为他重振该国灵性生活努力的一部分，恢复了这座19世纪初被毁的修道院。修道院于1850年正式使用，呈现拜占庭风格，在二战中被毁，战后部分恢复。这座教堂内有路德维希一世的坟墓。
圣玻尼法修道院坐落在城市里，与一般的本笃会修道院有所不同。为保证修道士的供应，路德维希一世购买了前Andechs修道院及其农田，以供养新修道院。Andechs因而成为属于圣玻尼法的小修道院。

## 外部連結
- （德文） 圣玻尼法修道院网站[]

48°8′38″N 11°33′51″E / 48.14389°N 11.56417°E